# Ohmyia omya
Ohmyia omya är en tvåvingeart som beskrevs av Thompson 1999. Ohmyia omya ingår i släktet Ohmyia och familjen blomflugor. Inga underarter finns listade i Catalogue of Life.